# Gouvernorat de Tartous
Le gouvernorat de Tartous est l'un des quatorze gouvernorats de Syrie ; il a pour capitale la ville de Tartous.

## Districts
Le gouvernorat est subdivisé en cinq districts :

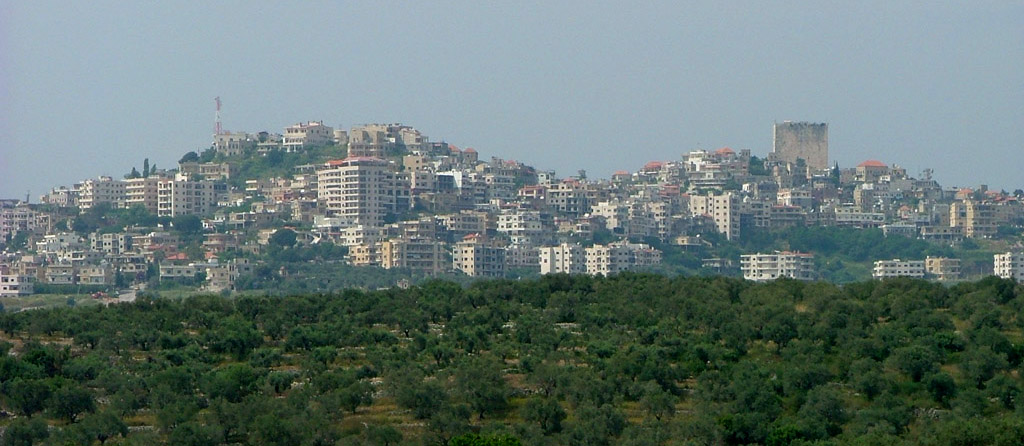
Safita

- District de Cheikh Bader
- District de Baniyas
- District de Dreykich
- District de Safita
- District de Tartous